# Interlands Lets voetbalelftal 2020-2029
Deze pagina toont een chronologisch en gedetailleerd overzicht van de interlands die het Lets voetbalelftal speelt en heeft gespeeld in de periode 2020 – 2029.

## Interlands

### 2020
|                                                                                     |         |       |         |                                                                                |
| 3 september UEFA Nations League Groep D1 № 389 «onderlinge duels» 19:00 uur (UTC+3) | Letland | 0 – 0 | Andorra | Daugavastadion, Riga Toeschouwers: 0 Scheidsrechter: Timotheos Christofi (CYP) |
| 3 september UEFA Nations League Groep D1 № 389 «onderlinge duels» 19:00 uur (UTC+3) |         |       |         | Daugavastadion, Riga Toeschouwers: 0 Scheidsrechter: Timotheos Christofi (CYP) |

|                                                                                     |                  |       |                                |                                                                                    |
| 6 september UEFA Nations League Groep D1 № 390 «onderlinge duels» 20:45 uur (UTC+2) | Malta            | 1 – 1 | Letland                        | Ta' Qalistadion, Ta' Qali Toeschouwers: 0 Scheidsrechter: Stéphanie Frappart (FRA) |
| 6 september UEFA Nations League Groep D1 № 390 «onderlinge duels» 20:45 uur (UTC+2) | Kyrian Nwoko 15' |       | 25' (e.d.) Matthew Guillaumier | Ta' Qalistadion, Ta' Qali Toeschouwers: 0 Scheidsrechter: Stéphanie Frappart (FRA) |

|                                                                        |                     |       |                    |                                                                                   |
| 7 oktober Vriendschappelijk № 391 «onderlinge duels» 18:00 uur (UTC+2) | Montenegro          | 1 – 1 | Letland            | Pod Goricomstadion, Podgorica Toeschouwers: 0 Scheidsrechter: Admir Šehović (BIH) |
| 7 oktober Vriendschappelijk № 391 «onderlinge duels» 18:00 uur (UTC+2) | Igor Ivanović 90+1' |       | 26' Igors Tarasovs | Pod Goricomstadion, Podgorica Toeschouwers: 0 Scheidsrechter: Admir Šehović (BIH) |

|                                                                                    |                |       |                     |                                                                              |
| 10 oktober UEFA Nations League Groep D1 № 392 «onderlinge duels» 17:00 uur (UTC+1) | Faeröer        | 1 – 1 | Letland             | Tórsvøllur, Tórshavn Toeschouwers: 447 Scheidsrechter: Ivajlo Stojanov (BUL) |
| 10 oktober UEFA Nations League Groep D1 № 392 «onderlinge duels» 17:00 uur (UTC+1) | Odmar Færø 28' |       | 25' Jānis Ikaunieks | Tórsvøllur, Tórshavn Toeschouwers: 447 Scheidsrechter: Ivajlo Stojanov (BUL) |

|                                                                                    |         |                  |       |                                                                            |
| 13 oktober UEFA Nations League Groep D1 № 393 «onderlinge duels» 19:00 uur (UTC+3) | Letland | 0 – 1            | Malta | Daugavastadion, Riga Toeschouwers: 953 Scheidsrechter: Iwan Griffith (WAL) |
| 13 oktober UEFA Nations League Groep D1 № 393 «onderlinge duels» 19:00 uur (UTC+3) |         | 90+7' Steve Borg |       | Daugavastadion, Riga Toeschouwers: 953 Scheidsrechter: Iwan Griffith (WAL) |

|                                                                          |            |                                                                               |         |                                                                                 |
| 11 november Vriendschappelijk № 394 «onderlinge duels» 18:00 uur (UTC+1) | San Marino | 0 – 3                                                                         | Letland | Stadio Olimpico, Serravalle Toeschouwers: 0 Scheidsrechter: Fabio Maresca (ITA) |
| 11 november Vriendschappelijk № 394 «onderlinge duels» 18:00 uur (UTC+1) |            | 32' (e.d.) Cristian Brolli 71' Kaspars Dubra 78' (pen.) Vladislavs Gutkovskis |         | Stadio Olimpico, Serravalle Toeschouwers: 0 Scheidsrechter: Fabio Maresca (ITA) |

|                                                                                     |                      |       |                      |                                                                             |
| 14 november UEFA Nations League Groep D1 № 395 «onderlinge duels» 19:00 uur (UTC+2) | Letland              | 1 – 1 | Faeröer              | Daugavastadion, Riga Toeschouwers: 0 Scheidsrechter: Nikola Dabanović (MNE) |
| 14 november UEFA Nations League Groep D1 № 395 «onderlinge duels» 19:00 uur (UTC+2) | Vladimirs Kamešs 59' |       | 60' Gunnar Vatnhamar | Daugavastadion, Riga Toeschouwers: 0 Scheidsrechter: Nikola Dabanović (MNE) |

|                                                                                     |         | |         |                                                                                             |
| 17 november UEFA Nations League Groep D1 № 396 «onderlinge duels» 20:45 uur (UTC+1) | Andorra | 0 – 5 | Letland | Estadi Nacional, Andorra la Vella Toeschouwers: 0 Scheidsrechter: Dimitar Mečkarovski (MKD) |
| 17 november UEFA Nations League Groep D1 № 396 «onderlinge duels» 20:45 uur (UTC+1) |         | 6' Antonijs Černomordijs 57' Jānis Ikaunieks 60' Jānis Ikaunieks 70' (pen.) Vladislavs Gutkovskis 90' (pen.) Raimonds Krollis |         | Estadi Nacional, Andorra la Vella Toeschouwers: 0 Scheidsrechter: Dimitar Mečkarovski (MKD) |

### 2021
|                                                                             |                     |       |                                       |                                                                         |
| 24 maart WK-kwalificatie Groep G № 397 «onderlinge duels» 21:45 uur (UTC+2) | Letland             | 1 – 2 | Montenegro                            | Skontostadion, Riga Toeschouwers: 0 Scheidsrechter: Alain Durieux (LUX) |
| 24 maart WK-kwalificatie Groep G № 397 «onderlinge duels» 21:45 uur (UTC+2) | Jānis Ikaunieks 40' |       | 41' Stevan Jovetić 83' Stevan Jovetić | Skontostadion, Riga Toeschouwers: 0 Scheidsrechter: Alain Durieux (LUX) |

|                                                                             |                                      |       |         |                                                                                             |
| 27 maart WK-kwalificatie Groep G № 398 «onderlinge duels» 18:00 uur (UTC+1) | Nederland                            | 2 – 0 | Letland | Johan Cruijff ArenA, Amsterdam Toeschouwers: 5.000 Scheidsrechter: Stéphanie Frappart (FRA) |
| 27 maart WK-kwalificatie Groep G № 398 «onderlinge duels» 18:00 uur (UTC+1) | Steven Berghuis 32' Luuk de Jong 69' |       |         | Johan Cruijff ArenA, Amsterdam Toeschouwers: 5.000 Scheidsrechter: Stéphanie Frappart (FRA) |

|                                                                             |                                                               |       |                                                                 |                                                                                               |
| 30 maart WK-kwalificatie Groep G № 399 «onderlinge duels» 21:45 uur (UTC+3) | Turkije                                                       | 3 – 3 | Letland                                                         | Atatürk Olympisch Stadion, Istanboel Toeschouwers: 223 Scheidsrechter: Daniel Stefański (POL) |
| 30 maart WK-kwalificatie Groep G № 399 «onderlinge duels» 21:45 uur (UTC+3) | Kenan Karaman 2' Hakan Çalhanoğlu 33' Burak Yılmaz 52' (pen.) |       | 35' Roberts Savaļnieks 58' Roberts Uldriķis 79' Dāvis Ikaunieks | Atatürk Olympisch Stadion, Istanboel Toeschouwers: 223 Scheidsrechter: Daniel Stefański (POL) |

|                                                                   |                                                                 |       |                        |                                                                          |
| 4 juni Baltische Beker № 400 «onderlinge duels» 19:00 uur (UTC+3) | Letland                                                         | 3 – 1 | Litouwen               | Daugavastadion, Riga Toeschouwers: 0 Scheidsrechter: Juri Frischer (EST) |
| 4 juni Baltische Beker № 400 «onderlinge duels» 19:00 uur (UTC+3) | Markas Beneta 37' (e.d.) Eduards Emsis 69' Roberts Uldriķis 85' |       | 67' Paulius Golubickas | Daugavastadion, Riga Toeschouwers: 0 Scheidsrechter: Juri Frischer (EST) |

|                                                                     | |       |                        |                                                                                           |
| 7 juni Vriendschappelijk № 401 «onderlinge duels» 20:45 uur (UTC+2) | Duitsland | 7 – 1 | Letland                | Merkur Spiel-Arena, Düsseldorf Toeschouwers: 1.000 Scheidsrechter: Nikola Dabanović (MNE) |
| 7 juni Vriendschappelijk № 401 «onderlinge duels» 20:45 uur (UTC+2) | Robin Gosens 19' İlkay Gündoğan 21' Thomas Müller 27' Roberts Ozols 39' (e.d.) Serge Gnabry 45' Timo Werner 50' Leroy Sané 76' |       | 75' Aleksejs Saveljevs | Merkur Spiel-Arena, Düsseldorf Toeschouwers: 1.000 Scheidsrechter: Nikola Dabanović (MNE) |

|                                                                    |                                  |       |                            |                                                                                   |
| 10 juni Baltische Beker № 402 «onderlinge duels» 19:00 uur (UTC+3) | Estland                          | 2 – 1 | Letland                    | A. Le Coq Arena, Tallinn Toeschouwers: 0 Scheidsrechter: Robertas Valikonis (LTU) |
| 10 juni Baltische Beker № 402 «onderlinge duels» 19:00 uur (UTC+3) | Mattias Käit 5' Mattias Käit 40' |       | 84' (pen.) Dāvis Ikaunieks | A. Le Coq Arena, Tallinn Toeschouwers: 0 Scheidsrechter: Robertas Valikonis (LTU) |

|                                                                                |                                                                                 |       |                         | |
| 1 september WK-kwalificatie Groep G № 403 «onderlinge duels» 21:45 uur (UTC+3) | Letland                                                                         | 3 – 1 | Gibraltar               | Daugavastadion, Riga Toeschouwers: 1.466 Scheidsrechter: Pavel Orel (CZE) Video-assistent: Karel Hrubeš (CZE) |
| 1 september WK-kwalificatie Groep G № 403 «onderlinge duels» 21:45 uur (UTC+3) | Vladislavs Gutkovskis 50' (pen.) Vladislavs Gutkovskis 85' Andrejs Cigaņiks 89' |       | 71' (pen.) Tjay De Barr | Daugavastadion, Riga Toeschouwers: 1.466 Scheidsrechter: Pavel Orel (CZE) Video-assistent: Karel Hrubeš (CZE) |

|                                                                                |         |                                                         |           | |
| 4 september WK-kwalificatie Groep G № 404 «onderlinge duels» 19:00 uur (UTC+3) | Letland | 0 – 2                                                   | Noorwegen | Daugavastadion, Riga Toeschouwers: 2.520 Scheidsrechter: David Fuxman (ISR) Video-assistent: Orel Grinfeeld (ISR) |
| 4 september WK-kwalificatie Groep G № 404 «onderlinge duels» 19:00 uur (UTC+3) |         | 20' (pen.) Erling Braut Haaland 66' Mohamed Elyounoussi |           | Daugavastadion, Riga Toeschouwers: 2.520 Scheidsrechter: David Fuxman (ISR) Video-assistent: Orel Grinfeeld (ISR) |

|                                                                                |            |       |         | |
| 7 september WK-kwalificatie Groep G № 405 «onderlinge duels» 20:45 uur (UTC+2) | Montenegro | 0 – 0 | Letland | Pod Goricomstadion, Podgorica Toeschouwers: 2.134 Scheidsrechter: Harm Osmers (GER) Video-assistent: Felix Zwayer (GER) |
| 7 september WK-kwalificatie Groep G № 405 «onderlinge duels» 20:45 uur (UTC+2) |            |       |         | Pod Goricomstadion, Podgorica Toeschouwers: 2.134 Scheidsrechter: Harm Osmers (GER) Video-assistent: Felix Zwayer (GER) |

|                                                                              |         |                   |           | |
| 8 oktober WK-kwalificatie Groep G № 406 «onderlinge duels» 21:45 uur (UTC+3) | Letland | 0 – 1             | Nederland | Daugavastadion, Riga Toeschouwers: 4.711 Scheidsrechter: Andy Madley (ENG) Video-assistent: Paul Tierney (ENG) |
| 8 oktober WK-kwalificatie Groep G № 406 «onderlinge duels» 21:45 uur (UTC+3) |         | 36' Davy Klaassen |           | Daugavastadion, Riga Toeschouwers: 4.711 Scheidsrechter: Andy Madley (ENG) Video-assistent: Paul Tierney (ENG) |

|                                                                               |                          |       |                                             | |
| 11 oktober WK-kwalificatie Groep G № 407 «onderlinge duels» 21:45 uur (UTC+3) | Letland                  | 1 – 2 | Turkije                                     | Daugavastadion, Riga Toeschouwers: 2.453 Scheidsrechter: Andreas Ekberg (SWE) Video-assistent: Daniel Siebert (GER) |
| 11 oktober WK-kwalificatie Groep G № 407 «onderlinge duels» 21:45 uur (UTC+3) | Merih Demiral 70' (e.d.) |       | 76' Serdar Dursun 90+9' (pen.) Burak Yılmaz | Daugavastadion, Riga Toeschouwers: 2.453 Scheidsrechter: Andreas Ekberg (SWE) Video-assistent: Daniel Siebert (GER) |

|                                                                                |           |       |         | |
| 13 november WK-kwalificatie Groep G № 408 «onderlinge duels» 18:00 uur (UTC+1) | Noorwegen | 0 – 0 | Letland | Ullevaalstadion, Oslo Toeschouwers: 24.376 Scheidsrechter: Lawrence Visser (BEL) Video-assistent: Erik Lambrechts (BEL) |
| 13 november WK-kwalificatie Groep G № 408 «onderlinge duels» 18:00 uur (UTC+1) |           |       |         | Ullevaalstadion, Oslo Toeschouwers: 24.376 Scheidsrechter: Lawrence Visser (BEL) Video-assistent: Erik Lambrechts (BEL) |

|                                                                                |                |       |                                                                     | |
| 16 november WK-kwalificatie Groep G № 409 «onderlinge duels» 20:45 uur (UTC+1) | Gibraltar      | 1 – 3 | Letland                                                             | Victoriastadion, Gibraltar Toeschouwers: 1.130 Scheidsrechter: Espen Eskås (NOR) Video-assistent: Paweł Raczkowski (POL) |
| 16 november WK-kwalificatie Groep G № 409 «onderlinge duels» 20:45 uur (UTC+1) | Liam Walker 7' |       | 25' Vladislavs Gutkovskis 55' Roberts Uldriķis 75' Raimonds Krollis | Victoriastadion, Gibraltar Toeschouwers: 1.130 Scheidsrechter: Espen Eskås (NOR) Video-assistent: Paweł Raczkowski (POL) |

### 2022
|                                                                       |                        |       |                     |                                                                                        |
| 25 maart Vriendschappelijk № 410 «onderlinge duels» 13:00 uur (UTC+1) | Letland                | 1 – 1 | Koeweit             | Ta' Qalistadion, Ta' Qali Toeschouwers: onb. Scheidsrechter: Matthew De Gabriele (MLT) |
| 25 maart Vriendschappelijk № 410 «onderlinge duels» 13:00 uur (UTC+1) | Roberts Savaļnieks 55' |       | 12' Bader Al-Muttwa | Ta' Qalistadion, Ta' Qali Toeschouwers: onb. Scheidsrechter: Matthew De Gabriele (MLT) |

|                                                                       |              |                           |         |                                                                                          |
| 29 maart Vriendschappelijk № 411 «onderlinge duels» 13:00 uur (UTC+2) | Azerbeidzjan | 0 – 1                     | Letland | Ta' Qalistadion, Ta' Qali Toeschouwers: onb. Scheidsrechter: Trustin Farrugia Cann (MLT) |
| 29 maart Vriendschappelijk № 411 «onderlinge duels» 13:00 uur (UTC+2) |              | 85' Vladislavs Gutkovskis |         | Ta' Qalistadion, Ta' Qali Toeschouwers: onb. Scheidsrechter: Trustin Farrugia Cann (MLT) |

|                                                                                |                                                                     |       |         | |
| 3 juni UEFA Nations League Groep D1 № 412 «onderlinge duels» 19:00 uur (UTC+3) | Letland                                                             | 3 – 0 | Andorra | Daugavastadion, Riga Toeschouwers: 5.863 Scheidsrechter: Tomasz Musiał (POL) Video-assistent: Piotr Lasyk (POL) |
| 3 juni UEFA Nations League Groep D1 № 412 «onderlinge duels» 19:00 uur (UTC+3) | Roberts Uldriķis 9' Roberts Uldriķis 81' Jānis Ikaunieks 85' (pen.) |       |         | Daugavastadion, Riga Toeschouwers: 5.863 Scheidsrechter: Tomasz Musiał (POL) Video-assistent: Piotr Lasyk (POL) |

|                                                                                |                    |       |               | |
| 6 juni UEFA Nations League Groep D1 № 413 «onderlinge duels» 19:00 uur (UTC+3) | Letland            | 1 – 0 | Liechtenstein | Daugavastadion, Riga Toeschouwers: 5.966 Scheidsrechter: Mario Zebec (CRO) Video-assistent: Dario Bel (CRO) |
| 6 juni UEFA Nations League Groep D1 № 413 «onderlinge duels» 19:00 uur (UTC+3) | Artūrs Zjuzins 74' |       |               | Daugavastadion, Riga Toeschouwers: 5.966 Scheidsrechter: Mario Zebec (CRO) Video-assistent: Dario Bel (CRO) |

|                                                                                 |                                             |       |                                                                                             | |
| 10 juni UEFA Nations League Groep D1 № 414 «onderlinge duels» 19:00 uur (UTC+3) | Moldavië                                    | 2 – 4 | Letland                                                                                     | Zimbrustadion, Chisinau Toeschouwers: 4.842 Scheidsrechter: Andy Madley (ENG) Video-assistent: Jarred Gillett (AUS) |
| 10 juni UEFA Nations League Groep D1 № 414 «onderlinge duels» 19:00 uur (UTC+3) | Ion Nicolăescu 5' (pen.) Nichita Moțpan 65' |       | 19' Vladislavs Gutkovskis 26' Jānis Ikaunieks 60' Vladislavs Gutkovskis 75' Jānis Ikaunieks | Zimbrustadion, Chisinau Toeschouwers: 4.842 Scheidsrechter: Andy Madley (ENG) Video-assistent: Jarred Gillett (AUS) |

|                                                                                 |               |                                                     |         | |
| 14 juni UEFA Nations League Groep D1 № 415 «onderlinge duels» 20:45 uur (UTC+2) | Liechtenstein | 0 – 2                                               | Letland | Rheinparkstadion, Vaduz Toeschouwers: 885 Scheidsrechter: Aleksandar Stavrev (MKD) Video-assistent: Daniele Chiffi (ITA) |
| 14 juni UEFA Nations League Groep D1 № 415 «onderlinge duels» 20:45 uur (UTC+2) |               | 20' Vladislavs Gutkovskis 28' Vladislavs Gutkovskis |         | Rheinparkstadion, Vaduz Toeschouwers: 885 Scheidsrechter: Aleksandar Stavrev (MKD) Video-assistent: Daniele Chiffi (ITA) |

|                                                                                      |                     |       |                                           | |
| 22 september UEFA Nations League Groep D1 № 416 «onderlinge duels» 19:00 uur (UTC+3) | Letland             | 1 – 2 | Moldavië                                  | Skontostadion, Riga Toeschouwers: 6.711 Scheidsrechter: António Nobre (POR) Video-assistent: Hugo Miguel (POR) |
| 22 september UEFA Nations League Groep D1 № 416 «onderlinge duels» 19:00 uur (UTC+3) | Jānis Ikaunieks 55' |       | 26' Ioan-Călin Revenco 45' Ion Nicolăescu | Skontostadion, Riga Toeschouwers: 6.711 Scheidsrechter: António Nobre (POR) Video-assistent: Hugo Miguel (POR) |

|                                                                                      |                  |       |                           | |
| 25 september UEFA Nations League Groep D1 № 417 «onderlinge duels» 15:00 uur (UTC+2) | Andorra          | 1 – 1 | Letland                   | Estadi Nacional, Andorra la Vella Toeschouwers: 1.102 Scheidsrechter: Anastasios Papapetrou (GRE) Video-assistent: Aggelos Evangelou (GRE) |
| 25 september UEFA Nations League Groep D1 № 417 «onderlinge duels» 15:00 uur (UTC+2) | Albert Rosas 88' |       | 50' Vladislavs Gutkovskis | Estadi Nacional, Andorra la Vella Toeschouwers: 1.102 Scheidsrechter: Anastasios Papapetrou (GRE) Video-assistent: Aggelos Evangelou (GRE) |

|                                                                                     |                                                                             |       |                                                          |                                                                                   |
| 16 november Baltische Beker Halve finale № 418 «onderlinge duels» 19:00 uur (UTC+2) | Letland                                                                     | 1 – 1 | Estland                                                  | Daugavastadion, Riga Toeschouwers: 1.657 Scheidsrechter: Robertas Valikonis (LTU) |
| 16 november Baltische Beker Halve finale № 418 «onderlinge duels» 19:00 uur (UTC+2) | Raimonds Krollis 45+2'                                                      |       | 2' Sergei Zenjov                                         | Daugavastadion, Riga Toeschouwers: 1.657 Scheidsrechter: Robertas Valikonis (LTU) |
| 16 november Baltische Beker Halve finale № 418 «onderlinge duels» 19:00 uur (UTC+2) | Strafschoppen                                                               |       |                                                          | Daugavastadion, Riga Toeschouwers: 1.657 Scheidsrechter: Robertas Valikonis (LTU) |
| 16 november Baltische Beker Halve finale № 418 «onderlinge duels» 19:00 uur (UTC+2) | Jānis Ikaunieks Artūrs Zjuzins Alvis Jaunzems Dāvis Ikaunieks Elvis Stuglis | 5 – 3 | Karol Mets Konstantin Vassiljev Sergei Zenjov Erik Sorga | Daugavastadion, Riga Toeschouwers: 1.657 Scheidsrechter: Robertas Valikonis (LTU) |

|                                                                               | |       | |                                                                               |
| 19 november Baltische Beker Finale № 419 «onderlinge duels» 16:00 uur (UTC+2) | Letland | 1 – 1 | IJsland | Daugavastadion, Riga Toeschouwers: 997 Scheidsrechter: Joonas Jaanovits (EST) |
| 19 november Baltische Beker Finale № 419 «onderlinge duels» 16:00 uur (UTC+2) | Andrejs Cigaņiks 67' |       | 59' Ísak Bergmann Jóhannesson | Daugavastadion, Riga Toeschouwers: 997 Scheidsrechter: Joonas Jaanovits (EST) |
| 19 november Baltische Beker Finale № 419 «onderlinge duels» 16:00 uur (UTC+2) | Strafschoppen |       | | Daugavastadion, Riga Toeschouwers: 997 Scheidsrechter: Joonas Jaanovits (EST) |
| 19 november Baltische Beker Finale № 419 «onderlinge duels» 16:00 uur (UTC+2) | Jānis Ikaunieks Artūrs Zjuzins Dāvis Ikaunieks Alvis Jaunzems Elvis Stuglis Vladislavs Sorokins Andrejs Cigaņiks Antonijs Černomordijs | 7 – 8 | Ísak Bergmann Jóhannesson Sveinn Aron Guðjohnsen Þórir Jóhann Helgason Arnór Sigurðsson Stefán Þórðarson Aron Elís Þrándarson Mikael Egill Ellertsson Daníel Grétarsson | Daugavastadion, Riga Toeschouwers: 997 Scheidsrechter: Joonas Jaanovits (EST) |

### 2023
|                                                                     |                                                          |       |                                           |                                                                                  |
| 22 maart Vriendschappelijk № 420 «onderlinge duels» 19:45 uur (UTC) | Ierland                                                  | 3 – 2 | Letland                                   | Avivastadion, Dublin Toeschouwers: 41.211 Scheidsrechter: Andrei Chivulete (ROU) |
| 22 maart Vriendschappelijk № 420 «onderlinge duels» 19:45 uur (UTC) | Callum O'Dowda 6' Evan Ferguson 17' Chiedozie Ogbene 65' |       | 33' Roberts Uldriķis 45+1' Artūrs Zjuzins | Avivastadion, Dublin Toeschouwers: 41.211 Scheidsrechter: Andrei Chivulete (ROU) |

|                                                                             |                   |       |         | |
| 28 maart EK-kwalificatie Groep D № 421 «onderlinge duels» 19:45 uur (UTC+1) | Wales             | 1 – 0 | Letland | Cardiff City Stadium, Cardiff Toeschouwers: 32.806 Scheidsrechter: Giorgi Kroeasjvili (GEO) Video-assistent: Paolo Valeri (ITA) |
| 28 maart EK-kwalificatie Groep D № 421 «onderlinge duels» 19:45 uur (UTC+1) | Kieffer Moore 41' |       |         | Cardiff City Stadium, Cardiff Toeschouwers: 32.806 Scheidsrechter: Giorgi Kroeasjvili (GEO) Video-assistent: Paolo Valeri (ITA) |

|                                                                            |                                         |       |                                                                  | |
| 16 juni EK-kwalificatie Groep D № 422 «onderlinge duels» 21:45 uur (UTC+3) | Letland                                 | 2 – 3 | Turkije                                                          | Skontostadion, Riga Toeschouwers: 6.287 Scheidsrechter: Tamás Bognár (HUN) Video-assistent: Luca Pairetto (ITA) |
| 16 juni EK-kwalificatie Groep D № 422 «onderlinge duels» 21:45 uur (UTC+3) | Eduards Emsis 51' Kristers Tobers 90+4' |       | 22' Abdülkerim Bardakcı 61' Cengiz Ünder 90+5' İrfan Can Kahveci | Skontostadion, Riga Toeschouwers: 6.287 Scheidsrechter: Tamás Bognár (HUN) Video-assistent: Luca Pairetto (ITA) |

|                                                                            |                                                   |       |                            | |
| 19 juni EK-kwalificatie Groep D № 423 «onderlinge duels» 20:00 uur (UTC+4) | Armenië                                           | 2 – 1 | Letland                    | Republikeins Stadion Vazgen Sargsian, Jerevan Toeschouwers: 13.450 Scheidsrechter: Peter Kralović (SVK) Video-assistent: Sören Storks (GER) |
| 19 juni EK-kwalificatie Groep D № 423 «onderlinge duels» 20:00 uur (UTC+4) | Nair Tiknizjan 35' Tigran Barseghjan 90+1' (pen.) |       | 67' (e.d.) Stjopa Mkrtsjan | Republikeins Stadion Vazgen Sargsian, Jerevan Toeschouwers: 13.450 Scheidsrechter: Peter Kralović (SVK) Video-assistent: Sören Storks (GER) |

|                                                                                |                                                                                              |       |         | |
| 8 september EK-kwalificatie Groep D № 424 «onderlinge duels» 20:45 uur (UTC+2) | Kroatië                                                                                      | 5 – 0 | Letland | Stadion Rujevica, Rijeka Toeschouwers: 8.152 Scheidsrechter: Philip Farrugia (MLT) Video-assistent: Luca Pairetto (ITA) |
| 8 september EK-kwalificatie Groep D № 424 «onderlinge duels» 20:45 uur (UTC+2) | Bruno Petković 3' Luka Ivanušec 13' Bruno Petković 44' Andrej Kramarić 68' Mario Pašalić 78' |       |         | Stadion Rujevica, Rijeka Toeschouwers: 8.152 Scheidsrechter: Philip Farrugia (MLT) Video-assistent: Luca Pairetto (ITA) |

|                                                                                 |         |                                            |       | |
| 11 september EK-kwalificatie Groep D № 425 «onderlinge duels» 21:45 uur (UTC+3) | Letland | 0 – 2                                      | Wales | Skontostadion, Riga Toeschouwers: 6.464 Scheidsrechter: Michal Ocenáš (SVK) Video-assistent: Aleandro Di Paolo (ITA) |
| 11 september EK-kwalificatie Groep D № 425 «onderlinge duels» 21:45 uur (UTC+3) |         | 29' (pen.) Aaron Ramsey 90+6' David Brooks |       | Skontostadion, Riga Toeschouwers: 6.464 Scheidsrechter: Michal Ocenáš (SVK) Video-assistent: Aleandro Di Paolo (ITA) |

|                                                                               |                                         |       |         | |
| 12 oktober EK-kwalificatie Groep D № 426 «onderlinge duels» 19:00 uur (UTC+3) | Letland                                 | 2 – 0 | Armenië | Skontostadion, Riga Toeschouwers: 5.128 Scheidsrechter: Rade Obrenovič (SVN) Video-assistent: Nejc Kajtazović (SVN) |
| 12 oktober EK-kwalificatie Groep D № 426 «onderlinge duels» 19:00 uur (UTC+3) | Jānis Ikaunieks 39' Daniels Balodis 68' |       |         | Skontostadion, Riga Toeschouwers: 5.128 Scheidsrechter: Rade Obrenovič (SVN) Video-assistent: Nejc Kajtazović (SVN) |

|                                                                               |                                                                      |       |         | |
| 15 oktober EK-kwalificatie Groep D № 427 «onderlinge duels» 21:45 uur (UTC+3) | Turkije                                                              | 4 – 0 | Letland | Konya Büyükşehir Belediyestadion, Konya Toeschouwers: 35.925 Scheidsrechter: Enea Jorgji (ALB) Video-assistent: Daniele Chiffi (ITA) |
| 15 oktober EK-kwalificatie Groep D № 427 «onderlinge duels» 21:45 uur (UTC+3) | Yunus Akgün 58' Cenk Tosun 84' Kerem Aktürkoğlu 88' Cenk Tosun 90+2' |       |         | Konya Büyükşehir Belediyestadion, Konya Toeschouwers: 35.925 Scheidsrechter: Enea Jorgji (ALB) Video-assistent: Daniele Chiffi (ITA) |

|                                                                                |         |                                    |         | |
| 18 november EK-kwalificatie Groep D № 428 «onderlinge duels» 19:00 uur (UTC+2) | Letland | 0 – 2                              | Kroatië | Skontostadion, Riga Toeschouwers: 6.747 Scheidsrechter: Urs Schnyder (SUI) Video-assistent: Luca Pairetto (ITA) |
| 18 november EK-kwalificatie Groep D № 428 «onderlinge duels» 19:00 uur (UTC+2) |         | 7' Lovro Majer 16' Andrej Kramarić |         | Skontostadion, Riga Toeschouwers: 6.747 Scheidsrechter: Urs Schnyder (SUI) Video-assistent: Luca Pairetto (ITA) |

|                                                                          |                                                 |       |         | |
| 21 november Vriendschappelijk № 429 «onderlinge duels» 20:45 uur (UTC+1) | Polen                                           | 2 – 0 | Letland | Nationaal Stadion, Warschau Toeschouwers: 30.000 Scheidsrechter: Ondřej Berka (CZE) Video-assistent: Krzysztof Jakubik (POL) |
| 21 november Vriendschappelijk № 429 «onderlinge duels» 20:45 uur (UTC+1) | Przemysław Frankowski 7' Robert Lewandowski 48' |       |         | Nationaal Stadion, Warschau Toeschouwers: 30.000 Scheidsrechter: Ondřej Berka (CZE) Video-assistent: Krzysztof Jakubik (POL) |

### 2024
|                                                                       |                    |       |                      | |
| 21 maart Vriendschappelijk № 430 «onderlinge duels» 19:00 uur (UTC+2) | Cyprus             | 1 – 1 | Letland              | AEK Arena - Georgios Karapatakis, Larnaca Toeschouwers: 1.000 Scheidsrechter: Lukas Fähndrich (SUI) |
| 21 maart Vriendschappelijk № 430 «onderlinge duels» 19:00 uur (UTC+2) | Ioannis Pittas 34' |       | 85' Andrejs Cigaņiks | AEK Arena - Georgios Karapatakis, Larnaca Toeschouwers: 1.000 Scheidsrechter: Lukas Fähndrich (SUI) |

|                                                                       |                      |       |                      | |
| 26 maart Vriendschappelijk № 431 «onderlinge duels» 19:00 uur (UTC+2) | Letland              | 1 – 1 | Liechtenstein        | Antonis Papadopoulosstadion, Larnaca Toeschouwers: 100 Scheidsrechter: Manfredas Lukjančukas (LTU) |
| 26 maart Vriendschappelijk № 431 «onderlinge duels» 19:00 uur (UTC+2) | Raimonds Krollis 11' |       | 1' (e.d.) Mārcis Ošs | Antonis Papadopoulosstadion, Larnaca Toeschouwers: 100 Scheidsrechter: Manfredas Lukjančukas (LTU) |

|                                                                   |         |                                        |          |                                                                                 |
| 8 juni Baltische Beker № 432 «onderlinge duels» 16:00 uur (UTC+3) | Letland | 0 – 2                                  | Litouwen | Daugavastadion, Liepāja Toeschouwers: 3.505 Scheidsrechter: Juri Frischer (EST) |
| 8 juni Baltische Beker № 432 «onderlinge duels» 16:00 uur (UTC+3) |         | 49' Armandas Kučys 71' Artūr Dolžnikov |          | Daugavastadion, Liepāja Toeschouwers: 3.505 Scheidsrechter: Juri Frischer (EST) |

|                                                                    |                      |       |         |                                                                                 |
| 11 juni Baltische Beker № 433 «onderlinge duels» 19:00 uur (UTC+3) | Letland              | 1 – 0 | Faeröer | Daugavastadion, Liepāja Toeschouwers: 1.414 Scheidsrechter: Kristo Tohver (EST) |
| 11 juni Baltische Beker № 433 «onderlinge duels» 19:00 uur (UTC+3) | Andrejs Cigaņiks 50' |       |         | Daugavastadion, Liepāja Toeschouwers: 1.414 Scheidsrechter: Kristo Tohver (EST) |

|                                                                                     |                                                                                           |       |                                | |
| 7 september UEFA Nations League Groep C4 № 434 «onderlinge duels» 20:00 uur (UTC+4) | Armenië                                                                                   | 4 – 1 | Letland                        | Republikeins Stadion Vazgen Sargsian, Jerevan Toeschouwers: 12.437 Scheidsrechter: Nenad Minaković (SRB) Video-assistent: Novak Simović (SRB) |
| 7 september UEFA Nations League Groep C4 № 434 «onderlinge duels» 20:00 uur (UTC+4) | Vahan Bitsjachtsjan 6' Kaspars Dubra 35' (e.d.) Lucas Zelarayán 48' Edoeard Spertsjan 86' |       | 9' (e.d.) Georgi Haroetjoenjan | Republikeins Stadion Vazgen Sargsian, Jerevan Toeschouwers: 12.437 Scheidsrechter: Nenad Minaković (SRB) Video-assistent: Novak Simović (SRB) |

|                                                                                      |                       |       |         | |
| 10 september UEFA Nations League Groep C4 № 435 «onderlinge duels» 19:00 uur (UTC+3) | Letland               | 1 – 0 | Faeröer | Skontostadion, Riga Toeschouwers: 5.808 Scheidsrechter: Duje Strukan (CRO) Video-assistent: Ivan Bebek (CRO) |
| 10 september UEFA Nations League Groep C4 № 435 «onderlinge duels» 19:00 uur (UTC+3) | Renārs Varslavāns 64' |       |         | Skontostadion, Riga Toeschouwers: 5.808 Scheidsrechter: Duje Strukan (CRO) Video-assistent: Ivan Bebek (CRO) |

|                                                                                    |         |                                                      |                 | |
| 10 oktober UEFA Nations League Groep C4 № 436 «onderlinge duels» 19:00 uur (UTC+3) | Letland | 0 – 3                                                | Noord-Macedonië | Skontostadion, Riga Toeschouwers: 5.001 Scheidsrechter: Jakob Alexander Sundberg (DEN) Video-assistent: Jonas Hansen (DEN) |
| 10 oktober UEFA Nations League Groep C4 № 436 «onderlinge duels» 19:00 uur (UTC+3) |         | 35' Jani Atanasov 70' Lirim Qamili 90+3' Eljif Elmas |                 | Skontostadion, Riga Toeschouwers: 5.001 Scheidsrechter: Jakob Alexander Sundberg (DEN) Video-assistent: Jonas Hansen (DEN) |

|                                                                                    |                    |       |                | |
| 13 oktober UEFA Nations League Groep C4 № 437 «onderlinge duels» 19:45 uur (UTC+1) | Faeröer            | 1 – 1 | Letland        | Tórsvøllur, Tórshavn Toeschouwers: 2.017 Scheidsrechter: Philip Farrugia (MLT) Video-assistent: Paolo Mazzoleni (ITA) |
| 13 oktober UEFA Nations League Groep C4 № 437 «onderlinge duels» 19:45 uur (UTC+1) | Hanus Sørensen 40' |       | 69' Dario Šits | Tórsvøllur, Tórshavn Toeschouwers: 2.017 Scheidsrechter: Philip Farrugia (MLT) Video-assistent: Paolo Mazzoleni (ITA) |

|                                                                                     |                      |       |         | |
| 14 november UEFA Nations League Groep C4 № 438 «onderlinge duels» 20:45 uur (UTC+1) | Noord-Macedonië      | 1 – 0 | Letland | Toše Proeskiarena, Skopje Toeschouwers: 8.851 Scheidsrechter: Goga Kikatsjeisjvili (GEO) Video-assistent: Tamás Bognár (HUN) |
| 14 november UEFA Nations League Groep C4 № 438 «onderlinge duels» 20:45 uur (UTC+1) | Nikola Serafimov 57' |       |         | Toše Proeskiarena, Skopje Toeschouwers: 8.851 Scheidsrechter: Goga Kikatsjeisjvili (GEO) Video-assistent: Tamás Bognár (HUN) |

|                                                                                     |                      |       |                                           | |
| 17 november UEFA Nations League Groep C4 № 439 «onderlinge duels» 16:00 uur (UTC+2) | Letland              | 1 – 2 | Armenië                                   | Skontostadion, Riga Toeschouwers: 5.543 Scheidsrechter: Georgi Kabakov (BUL) Video-assistent: Dragomir Draganov (BUL) |
| 17 november UEFA Nations League Groep C4 № 439 «onderlinge duels» 16:00 uur (UTC+2) | Roberts Uldriķis 70' |       | 48' Edoeard Spertsjan 74' Artoer Miranjan | Skontostadion, Riga Toeschouwers: 5.543 Scheidsrechter: Georgi Kabakov (BUL) Video-assistent: Dragomir Draganov (BUL) |

### 2025
|                                                                             |         |                |         | |
| 21 maart WK-kwalificatie Groep K № 440 «onderlinge duels» 20:45 uur (UTC+1) | Andorra | 0 – 1          | Letland | Estadi Nacional, Andorra la Vella Toeschouwers: 957 Scheidsrechter: Giorgi Kroeasjvili (GEO) Video-assistent: Giorgi Avazasjvili (GEO) |
| 21 maart WK-kwalificatie Groep K № 440 «onderlinge duels» 20:45 uur (UTC+1) |         | 58' Dario Šits |         | Estadi Nacional, Andorra la Vella Toeschouwers: 957 Scheidsrechter: Giorgi Kroeasjvili (GEO) Video-assistent: Giorgi Avazasjvili (GEO) |

|                                                                           |                                                 |       |         | |
| 24 maart WK-kwalificatie Groep K № 441 «onderlinge duels» 19:45 uur (UTC) | Engeland                                        | 3 – 0 | Letland | Wembley Stadium, Londen Toeschouwers: 79.572 Scheidsrechter: Orel Grinfeeld (ISR) Video-assistent: Ziv Adler (ISR) |
| 24 maart WK-kwalificatie Groep K № 441 «onderlinge duels» 19:45 uur (UTC) | Reece James 38' Harry Kane 68' Eberechi Eze 76' |       |         | Wembley Stadium, Londen Toeschouwers: 79.572 Scheidsrechter: Orel Grinfeeld (ISR) Video-assistent: Ziv Adler (ISR) |

|                                                                     |         |       |              |                                                                                     |
| 7 juni Vriendschappelijk № 442 «onderlinge duels» 16:00 uur (UTC+3) | Letland | 0 – 0 | Azerbeidzjan | Skontostadion, Riga Toeschouwers: 4.594 Scheidsrechter: Trustin Farrugia Cann (MLT) |
| 7 juni Vriendschappelijk № 442 «onderlinge duels» 16:00 uur (UTC+3) |         |       |              | Skontostadion, Riga Toeschouwers: 4.594 Scheidsrechter: Trustin Farrugia Cann (MLT) |

|                                                                            |         |   |         | |
| 10 juni WK-kwalificatie Groep K № 443 «onderlinge duels» 21:45 uur (UTC+3) | Letland | – | Albanië | Skontostadion, Riga Toeschouwers: n.n.b. Scheidsrechter: Halil Umut Meler (TUR) Video-assistent: Harm Osmers (GER) |
| 10 juni WK-kwalificatie Groep K № 443 «onderlinge duels» 21:45 uur (UTC+3) |         |   |         | Skontostadion, Riga Toeschouwers: n.n.b. Scheidsrechter: Halil Umut Meler (TUR) Video-assistent: Harm Osmers (GER) |

|                                                                                |         |   |        |                                                    |
| 6 september WK-kwalificatie Groep K № 444 «onderlinge duels» 16:00 uur (UTC+3) | Letland | – | Servië | n.n.b. Toeschouwers: n.n.b. Scheidsrechter: n.n.b. |
| 6 september WK-kwalificatie Groep K № 444 «onderlinge duels» 16:00 uur (UTC+3) |         |   |        | n.n.b. Toeschouwers: n.n.b. Scheidsrechter: n.n.b. |

|                                                                                |         |   |         |                                                    |
| 9 september WK-kwalificatie Groep K № 445 «onderlinge duels» 20:45 uur (UTC+2) | Albanië | – | Letland | n.n.b. Toeschouwers: n.n.b. Scheidsrechter: n.n.b. |
| 9 september WK-kwalificatie Groep K № 445 «onderlinge duels» 20:45 uur (UTC+2) |         |   |         | n.n.b. Toeschouwers: n.n.b. Scheidsrechter: n.n.b. |

|                                                                               |         |   |         |                                                    |
| 11 oktober WK-kwalificatie Groep K № 446 «onderlinge duels» 16:00 uur (UTC+3) | Letland | – | Andorra | n.n.b. Toeschouwers: n.n.b. Scheidsrechter: n.n.b. |
| 11 oktober WK-kwalificatie Groep K № 446 «onderlinge duels» 16:00 uur (UTC+3) |         |   |         | n.n.b. Toeschouwers: n.n.b. Scheidsrechter: n.n.b. |

|                                                                               |         |   |          |                                                    |
| 14 oktober WK-kwalificatie Groep K № 447 «onderlinge duels» 21:45 uur (UTC+3) | Letland | – | Engeland | n.n.b. Toeschouwers: n.n.b. Scheidsrechter: n.n.b. |
| 14 oktober WK-kwalificatie Groep K № 447 «onderlinge duels» 21:45 uur (UTC+3) |         |   |          | n.n.b. Toeschouwers: n.n.b. Scheidsrechter: n.n.b. |

|                                                                                |        |   |         |                                                    |
| 16 november WK-kwalificatie Groep K № 448 «onderlinge duels» 18:00 uur (UTC+1) | Servië | – | Letland | n.n.b. Toeschouwers: n.n.b. Scheidsrechter: n.n.b. |
| 16 november WK-kwalificatie Groep K № 448 «onderlinge duels» 18:00 uur (UTC+1) |        |   |         | n.n.b. Toeschouwers: n.n.b. Scheidsrechter: n.n.b. |

### 2026
|                                                                                   |           |   |         |                                                    |
| 26 maart UEFA Nations League Play-outs № 449 «onderlinge duels» 18:00 uur (UTC+1) | Gibraltar | – | Letland | n.n.b. Toeschouwers: n.n.b. Scheidsrechter: n.n.b. |
| 26 maart UEFA Nations League Play-outs № 449 «onderlinge duels» 18:00 uur (UTC+1) |           |   |         | n.n.b. Toeschouwers: n.n.b. Scheidsrechter: n.n.b. |

|                                                                                   |         |   |           |                                                    |
| 31 maart UEFA Nations League Play-outs № 450 «onderlinge duels» 19:00 uur (UTC+2) | Letland | – | Gibraltar | n.n.b. Toeschouwers: n.n.b. Scheidsrechter: n.n.b. |
| 31 maart UEFA Nations League Play-outs № 450 «onderlinge duels» 19:00 uur (UTC+2) |         |   |           | n.n.b. Toeschouwers: n.n.b. Scheidsrechter: n.n.b. |

LFF · A-internationals · Bondscoaches · Statistieken · Lets vrouwenelftal · Olympisch elftal · Letland U21 · Letland U20 · Letland U19 · Letland U18 · Letland U17 · Letland U16
1922 – 1929 ·
1930 – 1940 ·
1950 – 1989 · 
1990 – 1999 ·
2000 – 2009 ·
2010 – 2019 ·
2020 – 2029
EK 1996 · 
EK 2000 · 
EK 2004 · 
EK 2008 · 
EK 2012
WK 1994 · 
WK 1998 · 
WK 2002 · 
WK 2006 · 
WK 2010 · 
WK 2014
OS 1924
1922 · 
1923 · 
1924 · 
1925 · 
1926 · 
1927 · 
1928 · 
1929 · 
1930 · 
1931 · 
1932 · 
1933 · 
1934 · 
1935 · 
1936 · 
1937 · 
1938 · 
1939 · 
1940 · 
1941 · 
1942 · 
1943 · 1944 · 
1945 · 
1946 · 
1947 · 
1948 · 
1949 · 
1950 – 1990 · 
1991 · 
1992 · 
1993 · 
1994 · 
1995 · 
1996 · 
1997 · 
1998 · 
1999 · 
2000 · 
2001 · 
2002 · 
2003 · 
2004 · 
2005 · 
2006 · 
2007 · 
2008 · 
2009 · 
2010 · 
2011 · 
2012 · 
2013 · 
2014 · 
2015 · 
2016 · 
2017 ·
2018 ·
2019 ·
2020 ·
2021 ·
2022
Albanië ·
Andorra ·
Angola ·
Armenië ·
Azerbeidzjan ·
Bahrein ·
België ·
Bolivia ·
Bosnië en Herzegovina ·
Brazilië ·
Bulgarije ·
China ·
Cyprus ·
Denemarken ·
Duitsland ·
Engeland ·
Estland ·
Faeröer · 
Finland ·
Frankrijk ·
Georgië ·
Ghana ·
Gibraltar ·
Griekenland ·
Honduras ·
Hongarije ·
Ierland ·
IJsland ·
Israël ·
Japan ·
Kazachstan ·
Koeweit ·
Kosovo ·
Kroatië ·
Liechtenstein ·
Litouwen ·
Luxemburg ·
Malta ·
Moldavië ·
Montenegro ·
Nederland ·
Noord-Ierland ·
Noord-Korea ·
Noord-Macedonië ·
Noorwegen ·
Oekraïne ·
Oezbekistan · 
Oman ·
Oostenrijk ·
Polen ·
Portugal ·
Qatar ·
Roemenië · 
Rusland ·
San Marino ·
Saoedi-Arabië ·
Schotland ·
Slovenië ·
Slowakije ·
Spanje ·
Thailand ·
Tsjechië ·
Tunesië ·
Turkije ·
Verenigde Staten ·
Wales ·
Wit-Rusland ·
Zuid-Korea ·
Zweden ·
Zwitserland
CONMEBOL: Argentinië · Bolivia · Brazilië · Chili · Colombia · Ecuador · Paraguay · Peru · Uruguay · Venezuela

UEFA: Albanië · Andorra · Armenië · Azerbeidzjan · België · Bosnië en Herzegovina · Bulgarije · Cyprus · Denemarken · Duitsland · Engeland · Estland · Faeröer · Finland · Frankrijk · Georgië · Gibraltar · Griekenland · Hongarije · IJsland · Ierland · Israël · Italië · Kazachstan · Kosovo · Kroatië · Letland · Liechtenstein · Litouwen · Luxemburg · Malta · Moldavië · Montenegro · Nederland · Noord-Ierland · Noord-Macedonië · Noorwegen · Oekraïne · Oostenrijk · Polen · Portugal · Roemenië · Rusland · San Marino · Schotland · Servië · Slovenië · Slowakije · Spanje · Tsjechië · Turkije · Wales · Wit-Rusland · Zweden · Zwitserland

AFC: Australië · China · Irak · Iran · Japan · Libanon · Oezbekistan · Oman · Qatar · Saoedi-Arabië · Syrië · Verenigde Arabische Emiraten · Vietnam · Zuid-Korea

CAF: Algerije · Burkina Faso · Congo-Kinshasa · Egypte · Ghana · Ivoorkust · Kaapverdië · Kameroen · Mali · Marokko · Nigeria · Senegal · Tunesië · Zuid-Afrika

CONCACAF: Canada · Costa Rica · Curaçao · El Salvador · Honduras · Jamaica · Mexico · Panama · Suriname · Verenigde Staten

OFC: Nieuw-Zeeland